# Liste von Brückenbauten mit Beteiligung von Ralph Modjeski

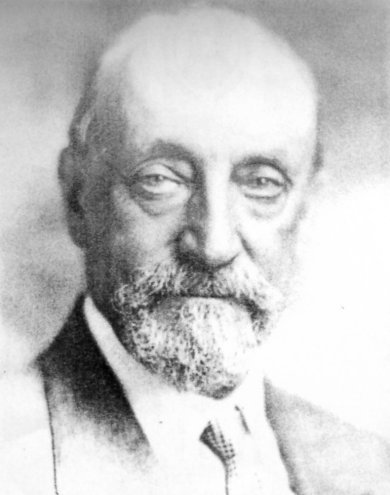
Ralph Modjeski, 1931

Die Liste von Brückenbauten mit Beteiligung von Ralph Modjeski führt chronologisch die Brückenbauprojekte auf, an denen Ralph Modjeski (1861–1940) maßgeblich in seiner circa 50-jährigen Karriere beteiligt war. Grundlage bildet die biographische Denkschrift der National Academy of Sciences von W. F. Durand aus dem Jahre 1944. Modjeski spezialisierte sich anfangs auf Stahl-Fachwerkbrücken für Eisenbahnunternehmen, die er vielfach als kombinierte Eisenbahn- und Straßenbrücken ausführte. Als führender Experte auf dem Gebiet war er für die finale Errichtung der Québec-Brücke (1919) verantwortlich, die bis heute die Ausleger-Fachwerkbrücke mit der weltweit größten Hauptöffnung ist. Später entwarf er auch mehrere Hängebrücken und Bogenbrücken, darunter mit der Benjamin Franklin Bridge (1926) und der Ambassador Bridge (1931) die damals längsten Hängebrücken der Welt bezogen auf die Spannweite. Bis auf wenige Ausnahmen sind alle Brückenbauten, an den Modjeski beteiligt war, nahezu in ihrer ursprünglichen Ausführung erhalten und noch in Betrieb (2018).

## Bauprojekte und Partnerschaften
Nach Abschluss seines Studiums zum Bauingenieur an der École Nationale des Ponts et Chaussées in Paris 1885 arbeitete er bis 1892 unter George S. Morison (1842–1903) in verschiedenen Positionen an mehreren Brücken über den Missouri und Mississippi. 1893 gründete er in Chicago sein eigenes Ingenieurbüro und realisierte bis 1896 mit der Government Bridge sein erstes großes Bauprojekt. 1902 ging er eine Partnerschaft mit Alfred Noble (1844–1914) zum Bau der Thebes Bridge ein, mit dem er schon beim Bau der Frisco Bridge unter Morison zusammengearbeitet hatte. Anfang des 20. Jahrhunderts beschäftigte er unter anderem Joseph B. Strauss (1870–1938) und Frank M. Masters (1883–1974), die später ihre eigenen Büros eröffneten. Zudem expandierte er mit Zweigstellen in Pittsburgh und New York City. In den 1920er Jahren verlegte er seinen Hauptsitz nach New York und die Zunahme von Aufträgen führte zur Gründung von weiteren Zweigstellen in Harrisburg, Philadelphia und New Orleans.
Im Laufe seiner Karriere machte er mehrere Angestellte seines Ingenieurbüros zu Partnern, darunter ab 1910 Walter E. Angier (1863–1928), ab 1924 Frank M. Masters, ab 1926 Clement E. Chase († 1933) und ab 1933 Montgomery B. Case. Die langjährige Zusammenarbeit mit Masters hielt bis zum Karriereende von Modjeski Mitte der 1930er Jahre und Masters übernahm, nachdem Case in den Ruhestand ging, zwischen 1936 und 1937 die Geschäftsführung von Modjeski & Masters. Die Firma besteht bis heute fort und beschäftigt sich nach wie vor mit dem Bau und der Wartung von Brücken. Zusätzlich arbeitete er von 1925 bis 1930 mit Daniel E. Moran beim Bau der Mid-Hudson Bridge zusammen und namhafte Brückenbauingenieure und Architekten wie Leon Moisseiff, Othmar Ammann oder Paul Philippe Cret waren beratend und unterstützend bei vielen der über 40 Brückenbauten von Modjeski beteiligt.

## Chronologie der Brückenbauten
- Name: Name der Brücke entsprechend dem Lemma in der deutschsprachigen Wikipedia.
- Fertigstellung: Jahr der Fertigstellung der Brücke. Planungs- und Baubeginn sowie Engagement von Modjeski können mehrere Jahre davor liegen, Angaben sind den Hauptartikeln oder Einzelnachweisen zu entnehmen. Wenn Modjeski erst nachträglich zum Bauprojekt hinzugezogen wurde, so ist dies unter Funktion von Modjeski angegeben. Bei Umbauten oder Erweiterungen sowie späteren Neubauten ist in Klammern das Jahr der ursprünglichen Errichtung bzw. des Neubaus angegeben.
- überbrückt: Name des Flusses oder Tals bzw. Canyons den die Brücke überspannt. Wenn das Tal keinen Namen hat, ist dies durch N/A (nicht verfügbar, von engl. not available) markiert.
- Lage: Stadt oder County, in dem die Brücke liegt oder die sie verbindet.
- Brückentyp: Konstruktionsform der Brücke. Einige Brücken sind Kombinationen mehrerer unterschiedlicher Tragwerke und zusätzlich können bewegliche Brückenabschnitte integriert sein. Balkenbrücken für die Zufahrten werden i. d. R. nicht berücksichtigt.
- Längste Spannweite: Längste Spannweite zwischen den tragenden Elementen wie Widerlager oder Brückenpfeiler, bei Bogenbrücken der Abstand zwischen den Bogenenden an den Kämpfern.
- Länge: Gesamtlänge der Brücke bzw. Teilabschnitte zwischen den Widerlagern, i. d. R. einschließlich der Zufahrten.
- Auftraggeber: Unternehmen oder Behörde, die Modjeski engagiert hat.
- Funktion von Modjeski: Art der Beteiligung von Modjeski am Bauprojekt. Als Chefingenieur (chief engineer) war er als leitender Ingenieur für den Entwurf und die Ausführung der Brücke verantwortlich. Bei Zusammenarbeiten, wo der genaue Beitrag von Modjeski nicht bekannt ist, ist nur der Firmenname von Modjeskis Ingenieurbüro angegeben.
- Beteiligte Ingenieure/Architekten: Bekannte beteiligte Ingenieure und Architekten am Bauprojekt sowie deren Funktion bzw. Beitrag.

Die Angaben zu Brücken, die noch keinen Artikel in der deutschsprachigen Wikipedia haben, sind durch die unter Name angeführten Einzelnachweise referenziert. Sollten einzelne Angaben in der Tabelle nicht über die Hauptartikel referenziert sein, so sind an der entsprechenden Stelle zusätzliche Einzelnachweise angegeben.
| Bild | Name                                                                  | Fertigstellung           | überbrückt                         | Lage                                                        | Brückentyp                                          | längste Spannweite | Länge                                                         | Auftraggeber                                                       | Funktion von Modjeski | Beteiligte Ingenieure/ Architekten                                                                      |
| --- | --------------------------------------------------------------------- | ------------------------ | ---------------------------------- | ----------------------------------------------------------- | --------------------------------------------------- | ------------------ | ------------------------------------------------------------- | ------------------------------------------------------------------ | --- | --- |
| | Union Pacific Missouri River Bridge                                   | (1872) 1887 (1916)       | Missouri River                     | Omaha (Nebraska) - Council Bluffs (Iowa)                    | Fachwerkbrücke                                      | 076 m              | 0533 m                                                        | Union Pacific Railroad                                             | Assistenz-Ing. | George S. Morison (Chefingenieur)                                                                       |
| | Frisco Bridge                                                         | 1892                     | Mississippi River                  | Memphis (Tennessee) - West Memphis (Arkansas)               | Fachwerk-Gerberträgerbrücke                         | 241 m              | 1528 m                                                        | Kansas City and Memphis Railway and Bridge Company                 | Chefzeichner, Assistenz-Ing. | George S. Morison (Chefingenieur) Alfred Noble (Verbindungsingenieur) Walter E. Angier (Assistenz-Ing.) |
| | Government Bridge                                                     | (1872) 1896              | Mississippi River                  | Rock Island (Illinois) - Davenport (Iowa)                   | Fachwerkbrücke mit Drehbrücke                       | 079 m              | 0564 m                                                        | Chicago, Rock Island and Pacific Railroad, U.S. Federal Government | Chefingenieur (Ordnance Corps) | |
| | Paoli Viaduct                                                         | (1886) 1904 (1982)       | N/A                                | Paoli (Indiana)                                             | Trestle-Brücke                                      | 027 m              | 0265 m                                                        | Monon Railroad                                                     | beratender Ingenieur | Andrews Allen (Chefingenieur)                                                                           |
| | Thebes Bridge                                                         | 1905                     | Mississippi River                  | Scott City (Missouri) - Thebes (Illinois)                   | Fachwerk-Gerberträgerbrücke                         | 205 m              | 1191 m                                                        | Southern Illinois and Missouri Bridge Company                      | Zusammenarbeit als Noble & Modjeski (mit Alfred Noble)                                                                               | Walter E. Angier (Verbindungsingenieur)                                                                 |
| | Missouri River High Bridge                                            | (1882) 1905              | Missouri River                     | Bismarck (North Dakota) - Morton County (North Dakota)      | Fachwerkbrücke                                      | 122 m              | 0465 m                                                        | Northern Pacific Railway                                           | Chefingenieur | George S. Morison (Brücke von 1882)                                                                     |
| | McKinley Bridge (Peoria)                                              | 1906                     | Illinois River                     | East Peoria - Peoria (Illinois)                             | Fachwerkbrücke mit Klappbrücke                      | 053 m              | 0227 m                                                        | Central Illinois Construction Company                              | Chefingenieur | |
| | Burlington Northern Railroad Bridge 9.6                               | 1908                     | Columbia River                     | Portland (Oregon) - Vancouver (Washington)                  | Fachwerkbrücke mit Drehbrücke                       | 142 m              | 0856 m                                                        | Spokane, Portland and Seattle Railway                              | Chefingenieur | |
| | Oregon Slough Railroad Bridge Burlington Northern Railroad Bridge 8.8 | 1908                     | North Portland Harbor              | Portland (Oregon)                                           | Fachwerkbrücke mit Drehbrücke                       | 102 m              | 0465 m                                                        | Spokane, Portland and Seattle Railway                              | Chefingenieur | |
| | Burlington Northern Railroad Bridge 5.1                               | 1908                     | Willamette River                   | Portland (Oregon)                                           | Fachwerkbrücke mit Drehbrücke (heute Hubbrücke)     | 157 m              | 0537 m                                                        | Spokane, Portland and Seattle Railway                              | Chefingenieur | |
| | Manhattan Bridge                                                      | 1909                     | East River                         | New York City                                               | Hängebrücke                                         | 448 m              | 2089 m                                                        | City of New York                                                   | beratender Ingenieur | Othniel Foster Nichols (Chefingenieur) Leon Moisseiff (Entwurf)                                         |
| | McKinley Bridge (St. Louis)                                           | 1910                     | Mississippi River                  | St. Louis (Missouri) - Venice (Illinois)                    | Fachwerkbrücke                                      | 158 m              | 1924 m                                                        | St. Louis Electric Bridge Company                                  | Chefingenieur | |
| | Crooked River Railroad Bridge                                         | 1911                     | Crooked River                      | Terrebonne (Oregon)                                         | Fachwerk-Bogenbrücke                                | 104 m              | 0140 m                                                        | Oregon Trunk Railway                                               | Chefingenieur | Clement E. Chase (Assistenz-Ing.)                                                                       |
| | Oregon Trunk Rail Bridge                                              | 1912                     | Columbia River                     | Wishram (Washington) - Celilo Village (Oregon)              | Fachwerkbrücke mit Drehbrücke (heute Hubbrücke)     | 097 m              | 0989 m                                                        | Oregon Trunk Railway                                               | Chefingenieur (mit Walter E. Angier als Modjeski & Angier)                                                                           | |
| | Broadway Bridge (Portland)                                            | 1913                     | Willamette River                   | Portland (Oregon)                                           | Fachwerkbrücke mit Klappbrücke                      | 091 m              | 0531 m                                                        | City of Portland                                                   | Chefingenieur | |
| | Cherry Street Bridge                                                  | 1914                     | Maumee River                       | Toledo (Ohio)                                               | Bogenbrücke mit Klappbrücke                         | 062 m              | 0340 m                                                        | City of Toledo                                                     | Chefingenieur ab 1910 | Wilbur J. Watson (ursp. Design) Arnold W. Brunner (beratender Architekt ab 1911)                        |
| | Harahan Bridge                                                        | 1916                     | Mississippi River                  | Memphis (Tennessee) - West Memphis (Arkansas)               | Fachwerk-Gerberträgerbrücke                         | 241 m              | 1497 m                                                        | Arkansas & Memphis Railway Bridge and Terminal Company             | Chefingenieur (Modjeski & Angier) | Walter E. Angier (Ass.-Chefingenieur) Montgomery B. Case (Verbindungsingenieur)                         |
| | Keokuk Municipal Bridge                                               | (1871) 1916              | Mississippi River                  | Keokuk (Iowa) - Hamilton (Illinois)                         | Fachwerkbrücke mit Drehbrücke                       | 078 m              | 0961 m                                                        | Keokuk and Hamilton Bridge Company                                 | Chefingenieur | |
| | Metropolis Bridge                                                     | 1917                     | Ohio River                         | Metropolis (Illinois) - McCracken County (Kentucky)         | Fachwerkbrücke                                      | 220 m              | 1958 m                                                        | Chicago, Burlington and Quincy Railroad                            | beratender Ingenieur (ab 1916 Chefingenieur)                                                                                         | Charles Hopkins Cartlidge († 1916, Chefingenieur)                                                       |
| | Poughkeepsie Bridge                                                   | (1888, 1906) 1917 (2009) | Hudson River                       | Poughkeepsie (New York) - Highland (New York)               | Fachwerk-Gerberträgerbrücke                         | 160 m              | 2082 m                                                        | Central New England Railway                                        | Chefingenieur (Überholung/Verstärkung mit Walter E. Angier als Modjeski & Angier)                                                    | Charles Macdonald (Brücke von 1888) Arthur B. Paine (Brücke von 1888)                                   |
| | Thames River Bridge                                                   | (1889) 1919 (2008)       | Thames River                       | New London (Connecticut) - Groton (Connecticut)             | Fachwerkbrücke mit Klappbrücke (heute Hubbrücke)    | 101 m              | 0423 m                                                        | New York, New Haven and Hartford Railroad                          | beratender Ingenieur | Edward Gagel (Chefingenieur) Joseph Baermann Strauss (Hubbrücke)                                        |
| Das Bild zeigt die berühmte Pont de Québec, die größte Auslegerbrücke der Welt. Sie überspannt ein Gewässer, und im Vordergrund ist ein Segelboot zu sehen. Die Brücke besteht aus Stahl und hat eine komplexe Gitterstruktur, die ihre beeindruckende Größe und Stabilität betont. Sie verbindet zwei Landmassen, die von grüner Vegetation bedeckt sind. Der Himmel ist klar mit ein paar Wolken, und das Wasser ist ruhig. Zudem sind einige Bojen im Wasser sichtbar. Das Bild wurde von einer grasbewachsenen Stelle aus aufgenommen, die im Vordergrund auch einige Felsen und Pflanzen zeigt. | Québec-Brücke                                                         | 1919                     | Sankt-Lorenz-Strom                 | Stadt Québec - Lévis (Provinz Québec)                       | Fachwerk-Gerberträgerbrücke                         | 549 m              | 0987 m                                                        | Dominion Government of Canada, Quebec Bridge and Railway Company   | Board of Engineers (seit 1908), Chefingenieur (Neubau)                                                                               | Theodore Cooper (beratender Ingenieur vor dem Einsturz 1907)                                            |
| | Cincinnati Southern Bridge                                            | (1877) 1922              | Ohio River                         | Cincinnati (Ohio) - Ludlow (Kentucky)                       | Fachwerkbrücke mit Hubbrücke                        | 157 m              | 0988 m                                                        | Cincinnati Southern Railway                                        | Chefingenieur | |
| | Mears Memorial Bridge                                                 | 1923                     | Tanana River                       | Nenana (Alaska)                                             | Fachwerkbrücke                                      | 213 m              | 0397 m                                                        | Alaska Engineering Commission                                      | Entwurf und Beratung (mit Walter E. Angier als Modjeski & Angier)                                                                    | Frederick Mears (Chefingenieur)                                                                         |
| | Ak-Sar-Ben Bridge                                                     | (1888) 1924 (1966)       | Missouri River                     | Omaha (Nebraska) - Council Bluffs (Iowa)                    | Fachwerkbrücke                                      | ?                  | ?                                                             | Omaha and Council Bluffs Railway and Bridge Company                | Chefingenieur (Verbreiterung durch 3. Fachwerk)                                                                                      | |
| | Rock Island Railroad Bridge                                           | (1893) 1925              | Columbia River                     | Rock Island (Washington)                                    | Fachwerkbrücke                                      | 127 m              | 0267 m                                                        | Great Northern Railway                                             | beratender Ingenieur (Verstärkung der Fachwerkträger)                                                                                | |
| | Clark’s Ferry Bridge                                                  | 1925 (1986)              | Susquehanna River                  | Duncannon (Pennsylvania)                                    | Bogenbrücke                                         | 043 m              | 0640 m                                                        | Clark’s Ferry Bridge Company                                       | beratender Ingenieur (Modjeski & Masters)                                                                                            | Frank M. Masters (Chefingenieur) Paul Philippe Cret (Architekt)                                         |
| | Benjamin Franklin Bridge                                              | 1926                     | Delaware River                     | Philadelphia (Pennsylvania) - Camden (New Jersey)           | Hängebrücke                                         | 533 m              | 2941 m                                                        | Delaware River Bridge Joint Commission                             | Chefingenieur | Clement E. Chase (Assistenz-Ing.) Leon Moisseiff (beratender Ing.) Paul Philippe Cret (Architekt)       |
| | Market Street Bridge                                                  | (1904) 1928              | Susquehanna River                  | Harrisburg (Pennsylvania) - Wormleysburg (Pennsylvania)     | Bogenbrücke (Ostseite) Balkenbrücke (Westseite)     | 027 m              | 0864 m                                                        | Harrisburg Bridge Company                                          | Zusammenarbeit als Modjeski & Masters (mit Frank M. Masters)                                                                         | Paul Philippe Cret (Architekt)                                                                          |
| | Tacony–Palmyra Bridge                                                 | 1929                     | Delaware River                     | Tacony (Philadelphia), PA - Palmyra (New Jersey)            | Fachwerkbrücke mit Stabbogensegment und Klappbrücke | 164 m              | 1115 m                                                        | Tacony–Palmyra Bridge Company                                      | Zusammenarbeit als Modjeski, Masters & Chase (mit Frank M. Masters, Clement E. Chase)                                                | Paul Philippe Cret (Architekt)                                                                          |
| | Melville Bridge                                                       | 1929                     | Atchafalaya River                  | Melville (Louisiana)                                        | Fachwerkbrücke mit Hubbrücke                        | ?                  | ?                                                             | Texas and Pacific Railway                                          | Chefingenieur | |
| | Louisville Municipal Bridge                                           | 1929                     | Ohio River                         | Louisville (Kentucky) - Jeffersonville (Indiana)            | Fachwerk-Gerberträgerbrücke                         | 250 m              | 1753 m                                                        | Louisville Bridge Commission                                       | Zusammenarbeit als Modjeski & Masters (mit Frank M. Masters)                                                                         | Paul Philippe Cret (Architekt)                                                                          |
| | Mid-Hudson Bridge                                                     | 1930                     | Hudson River                       | Poughkeepsie (New York)                                     | Hängebrücke                                         | 457 m              | 0914 m                                                        | State of New York                                                  | Zusammenarbeit als Modjeski & Moran (mit Daniel E. Moran)                                                                            | |
| | Ambassador Bridge                                                     | 1931                     | Detroit River                      | Detroit (Michigan) - Windsor (Ontario)                      | Hängebrücke                                         | 564 m              | 2286 m                                                        | Detroit International Bridge Company                               | beratender Ingenieur | McClintic-Marshall Co. (Projektleitung) Leon Moisseiff (beratender Ingenieur)                           |
| | Simon Kenton Memorial Bridge                                          | 1931                     | Ohio River                         | Maysville (Kentucky) - Aberdeen (Ohio)                      | Hängebrücke                                         | 323 m              | 0874 m                                                        | Kentucky State Highway Commission                                  | Zusammenarbeit als Modjeski & Masters (mit Frank M. Masters)                                                                         | |
| | Ledbetter Bridge                                                      | 1931 (2014)              | Tennessee River                    | Paducah (Kentucky)                                          | Fachwerkbrücke                                      | 122 m              | 0925 m                                                        | State Highway Department, Commonwealth of Kentucky                 | Zusammenarbeit als Modjeski & Masters (mit Frank M. Masters)                                                                         | |
| | Smithland Bridge                                                      | 1931                     | Cumberland River                   | Smithland (Kentucky)                                        | Fachwerkbrücke                                      | 152 m              | 0554 m                                                        | State Highway Department, Commonwealth of Kentucky                 | Zusammenarbeit als Modjeski & Masters (mit Frank M. Masters)                                                                         | |
| | Henry Avenue Bridge (Railway)                                         | 1931                     | N/A                                | Philadelphia (Pennsylvania)                                 | Balkenbrücke                                        | 028 m              | 0173 m                                                        | Department of Public Works, City of Philadelphia                   | Zusammenarbeit als Modjeski & Chase (mit Clement E. Chase)                                                                           | Paul Philippe Cret (Architekt)                                                                          |
| | Henry Avenue Bridge (Wissahickon Creek)                               | 1932                     | Wissahickon Creek                  | Philadelphia (Pennsylvania)                                 | Bogenbrücke                                         | 088 m              | 0101 m                                                        | Department of Public Works, City of Philadelphia                   | Zusammenarbeit als Modjeski & Chase (mit Clement E. Chase)                                                                           | Paul Philippe Cret (Architekt)                                                                          |
| | Connecticut Avenue Bridge                                             | 1932                     | Klingle Valley                     | Washington, D.C.                                            | Bogenbrücke                                         | 076 m              | 0151 m                                                        | Commissioners of the District of Columbia                          | Zusammenarbeit als Modjeski, Masters & Chase (mit Frank M. Masters, Clement E. Chase)                                                | Paul Philippe Cret (Architekt)                                                                          |
| | Bi-State Vietnam Gold Star Bridges (Twin Bridges)                     | 1932 (Ostbrücke)         | Ohio River                         | Evansville (Indiana) - Henderson (Kentucky)                 | Fachwerk-Gerberträgerbrücke                         | 220 m (Ostbrücke)  | 1644 m (Ostbrücke)                                            | Indiana State Highway Commission                                   | Zusammenarbeit als Modjeski & Masters (mit Frank M. Masters)                                                                         | |
| | Calvert Street Bridge                                                 | (1891) 1935              | Rock Creek (Potomac River)         | Washington, D.C.                                            | Bogenbrücke                                         | 048 m              | 0251 m                                                        | Commissioners of the District of Columbia                          | Zusammenarbeit bis 1933 als Modjeski, Masters & Chase (mit Frank M. Masters, Clement E. Chase, ab 1933 als Modjeski, Masters & Case) | George Oakley Totten, Jr. (Architekt ab 1917) Paul Philippe Cret (Architekt ab 1931)                    |
| | Huey P. Long Bridge (Jefferson Parish)                                | 1935 (2013)              | Mississippi River                  | Jefferson Parish (Louisiana)                                | Fachwerk-Gerberträgerbrücke                         | 241 m              | 7009 m (Eisenbahn) 2462 m (Straße)                            | Public Belt Railroad Commission                                    | ursprünglich Chefingenieur, Entwurf 1926–1927 (Modjeski, Masters & Chase)                                                            | Frank M. Masters (finale Ausführung ab 1933 als Modjeski, Masters & Case)                               |
| | Iowa–Illinois Memorial Bridge (I-74 Bridges)                          | 1935 (Ostbrücke)         | Mississippi River                  | Bettendorf (Iowa) - Moline (Illinois)                       | Hängebrücke                                         | 226 m              | 1530 m                                                        | Illinois Department of Public Works and Buildings                  | Zusammenarbeit als Modjeski, Masters & Case (mit Frank M. Masters, Montgomery B. Case)                                               | |
| | Wabash Bridge (Saint Charles)                                         | 1936                     | Missouri River                     | St. Louis County (Missouri) - St. Charles County (Missouri) | Fachwerk-Gerberträgerbrücke                         | 191 m              | 2400 m                                                        | Wabash Railroad                                                    | beratender Ingenieur | |
| | Triborough Bridge                                                     | 1936                     | East River Harlem River Bronx Kill | New York City                                               | Hängebrücke, Fachwerkbrücke, Hubbrücke              | 420 m              | 0847 m (East River) 0235 m (Harlem River) 0488 m (Bronx Kill) | Department of Plants and Structures, City of New York              | beratender Ingenieur | Othmar Ammann (Chefingenieur)                                                                           |
| | San Francisco–Oakland Bay Bridge                                      | 1936                     | Bucht von San Francisco            | Oakland - San Francisco                                     | Hängebrücke, Fachwerkbrücke                         | 704 m              | 8320 m                                                        | State of California                                                | beratender Ingenieur | Charles H. Purcell (Chefingenieur) Leon Moisseiff (beratender Ingenieur)                                |